# Ybbs an der Donau
Ybbs an der Donau település Ausztriában, Alsó-Ausztria tartományban, a Melki járásban. Tengerszint feletti magassága 224 méter, területe 23,82 km².

## Elhelyezkedése
Ybbs an der Donau Hofamt Priel, Persenbeug-Gottsdorf, Krummnußbaum, Bergland, Neumarkt an der Ybbs és Sankt Martin-Karlsbach településekkel határos.

## Népesség
| 2016 | 5 676 |
| 2018 | 5 653 |